# A Prayer Before Dawn
A Prayer Before Dawn er en britisk film fra 2017 instrueret af Jean-Stéphane Sauvaire. Filmen er baseret på bogen A Prayer Before Dawn: My Nightmare in Thailands Prisons af Billy Moore.

## Medvirkende
- Joe Cole som Billy Moore
- Vithaya Pansringarm som Officer Preecha
- Pornchanok Mabklang som Fame
- Panya Yimmumphai som Keng
- Billy Moore som Billy Moores far
- Nicolas Shake som Læge
- Rex Basbas som Ladyboy
- Sonephet Inthisome som Tiffany
- Sura Sirmalai som Chanachol
- Russel Galupo som Ladyboy